# Berdychów
Berdychów – osada w Polsce, położona w województwie wielkopolskim, w powiecie krotoszyńskim, w gminie Kobylin.
W latach 1975–1998 osada administracyjnie należała do województwa leszczyńskiego.
W okresie Wielkiego Księstwa Poznańskiego (1815-1848) miejscowość należała do wsi mniejszych w ówczesnym pruskim powiecie Krotoszyn w rejencji poznańskiej. Berdychów należał do okręgu kobylińskiego tego powiatu i stanowił część majątku Starkowice, którego właścicielem był wówczas Franciszek Przyłuski. Według spisu urzędowego z 1837 roku wieś liczyła 57 mieszkańców, którzy zamieszkiwali 9 dymów (domostw).